# Operazione Perch
L'operazione Perch fu un'offensiva britannica durante la seconda guerra mondiale tra il 7 e il 14 giugno 1944, durante la battaglia di Normandia. Lo scopo dell'operazione era di circondare e catturare la città di Caen, in mano tedesca, la quale era uno degli obiettivi principali dell'operazione Overlord. L'efficace resistenza tedesca e alcuni errori dei comandanti britannici fecero fallire l'operazione prima che gli obiettivi fossero raggiunti.
L'operazione Perch doveva inizialmente essere attuata immediatamente dopo lo sbarco delle truppe britanniche nel loro settore di competenza (Gold, Juno e Sword Beach); era prevista l'avanzata del XXX Corpo d'Armata britannico verso sud-est rispetto a Caen. In questo modo la città sarebbe stata liberata molto presto dopo l'invasione ma tre giorni dopo il D-Day la città era ancora in mani tedesche e l'operazione venne così rinviata. Alle forze assegnate per l'operazione fu aggiunto anche il I Corpo d'armata e venne pianificato che i britannici effettuassero una manovra a tenaglia intorno alla città. Il XXX Corpo formava il braccio occidentale della morsa ed avanzò verso sud finché non incontrò una forte resistenza tedesca ed iniziò una battaglia per Tilly-sur-Seulles; il I Corpo iniziò l'avanzata due giorni dopo dalla testa di ponte sul fiume Orne ma dovette subito contrastare una forte resistenza e continui contrattacchi. Le numerose perdite e la resistenza tedesca che non sembrava cedere convinsero il Comando a rinunciare ad avanzare da est, il 13 giugno.
Nel frattempo, a ovest, la pressione americana aveva aperto uno varco tra le linee tedesche. Nel tentativo di velocizzare l'operazione, la 7ª Divisione corazzata fu inviata da Tilly-sur-Seulles ad accerchiare i tedeschi attraverso il varco nelle loro linee. Dopo due giorni di scontri nella battaglia di Villers-Bocage, il 14 giugno la posizione britannica venne considerata insostenibile e la divisione fu ritirata dopo aver subito forti perdite contro i mezzi corazzati tedeschi.

## Antefatti

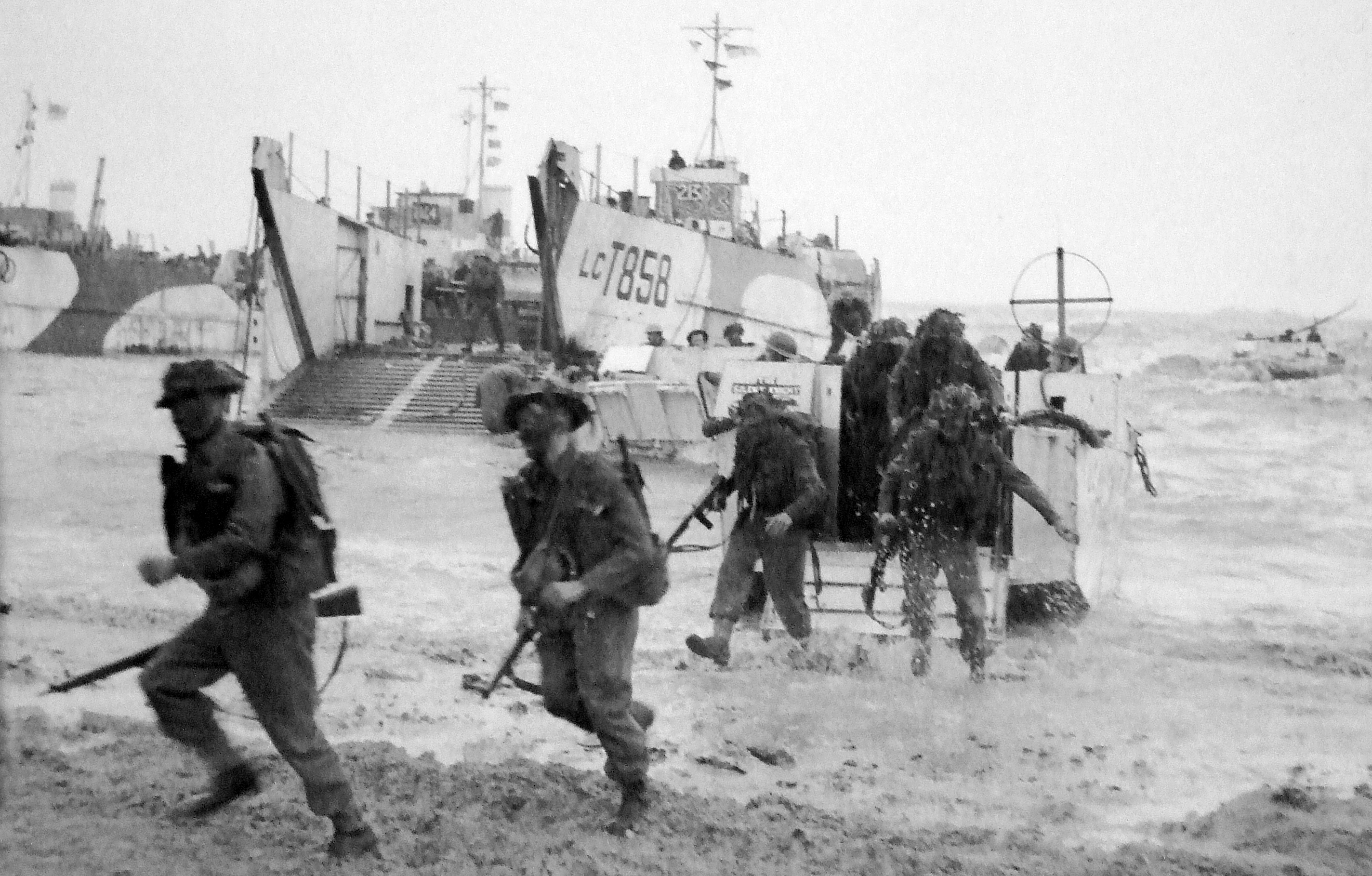
Lo sbarco dei reparti della 50ª Divisione Northumbrian nei pressi di La Rivière, il 6 giugno 1944

La città di Caen era uno degli obiettivi per il D-Day affidati alla 3ª Divisione britannica sbarcata a Sword Beach ed il compito della sua occupazione venne affidato al generale Crocker, inquadrato nella 2ª Armata britannica, comandata dal generale Miles Dempsey. L'ordine prevedeva, oltre all'occupazione, anche la formazione di una linea difensiva da Caumont-l'Éventé, a sud-est di Caen, conquistando gli aeroporti della zona e proteggendo il fianco sinistro della 1ª Armata americana mentre questa avanzava verso Cherbourg. Il controllo di Caen e della zona circostante avrebbe consentito all'armata britannica di ottenere una base sicura da cui partire per occupare Falaise e successivamente Argentan e proseguire verso il fiume Touques Il terreno tra Caen e Vimont si prestava favorevolmente all'offensiva, in quanto si trattava di un terreno asciutto ed aperto dove gli Alleati avrebbero potuto sfruttare la loro superiorità in termini di uomini e di mezzi.

## Piani originali
Secondo i piani pre-invasione, l'operazione Perch prevedeva il tentativo di sfondare le linee a sud-est di Caen, dopo aver preso la città stessa. L'operazione fu assegnata al XXX Corpo d'Armata britannico; alla 50ª Divisione di fanteria "Northumbrian", sbarcata a Gold Beach il 6 giugno, fu ordinato di muoversi rapidamente per catturare Bayeux e la strada per Tilly-sur-Seulles. La 7ª Divisione corazzata, rinforzata con l'8ª Brigata corazzata, avrebbe poi raggiunto la 50ª Divisione e proseguito l'avanzata da Tilly-sur-Seulles a Mont Pinçon.

### Ordine di battaglia

#### Regno Unito
- 21º Gruppo d'armate (Bernard Law Montgomery)
  - 2ª Armata (Miles Dempsey)
  - I Corpo d'armata (John Crocker)
    - 51ª Divisione di fanteria "Highland"
    - 4ª Brigata corazzata

  - XXX Corpo d'armata (Gerard Bucknall)
    - 7ª Divisione corazzata
    - 49ª Divisione di fanteria "West Riding"
    - 50ª Divisione di fanteria "Northumbrian"
    - 8ª Brigata corazzata

#### Germania
- 1º Corpo d'armata Panzer-SS (Josef Dietrich)
  - Panzer-Lehr-Division
  - 12ª Divisione panzer-SS "Hitlerjugend"
  - 21ª Divisione panzer
  - Battaglione panzer-SS Pesanti 101
- III Corpo FlaK
- XLVII Corpo panzer
  - 2ª Divisione panzer
- LXXXIV Corpo d'Armata
  - 352ª Divisione di fanteria
  - 716ª Divisione di fanteria

## Operazione Wild Oats

Carri della 7ª Divisione corazzata avanzano da Gold Beach, il 7 giugno 1944

Essendo sbarcato su Gold Beach alle 07:30, il 6 giugno, il XXX Corpo d'Armata prese possesso delle sette Uscite dalla spiaggia e avanzo per 7–8 km nell'entroterra, ma a causa dei pesanti scontri a Le Hamel fu incapace di raggiungere i suoi obiettivi per il D-Day prima di sera. Le pattuglie giunsero la periferia di Bayeux e presero contatto con la 3ª Divisione canadese, sbarcata a Juno Beach. Alcuni Commando dei Royal Marines, avanzarono lungo la costa per prendere contatto con gli americani a Omaha Beach, ma furono fermati a Port-en-Bessin-Huppain. Nel pomeriggio il LXXXIV Corpo d'armata tedesco ordinò alla sua riserva di attaccare sul fianco della 50ª Divisione britannica a nord di Bayeux ma l'attacco fallì con pesanti perdite. Il 7 giugno l'intera 7ª Divisione britannica era sbarcata e il XXX Corpo britannico completarono i rimanenti obiettivi per il D-Day, inclusi Bayeux e Port-en-Bessin-Huppain. Durante il D-Day, il LXXXIV Corpo lanciò all'attacco le rimanenti riserve, una brigata, verso Gold Beach. L'attacco fallì nuovamente e la brigata fu distrutta a nord di Bayeux. I sopravvissuti tedeschi dei due attacchi falliti furono rinchiusi dalle manovre anglo-americane anche se gli americani stessi non erano a conoscenza di ciò.
La 3ª Divisione avanzò nell'entroterra verso Caen come pianificato ma incontrò una fortissima resistenza tedesca sulla strada per la città a una quindicina di chilometri dall'abitato. Gli effettivi della divisione furono diluiti sul campo dagli scontri e i supporti corazzati erano ancora bloccati sulla spiaggia così la divisione fu bloccata definitivamente dalla 21ª Divisione Panzer.
Il 9 giugno Caen era ancora fermamente in mani tedesche, così il generale Bernard Montgomery si incontrò con il generale Miles Dempsey e con il generale Omar Bradley (rispettivamente comandanti della 2ª Armata britannica e della 1ª Armata americana) e preparò un nuovo piano per la 2ª Armata. Caen sarebbe stata presa con una manovra a tenaglia, nome in codice Operation Wild Oats. Il braccio orientale della tenaglia era formato dalla 51ª Divisione "Highland" e dalla 4ª Brigata meccanizzata, entrambi del I Corpo britannico. I corazzati e gli Highlander avrebbero attraversato il fiume Orne, nella zona presa dalla 6ª Divisione paracadutista durante l'operazione Tonga, e attaccare verso sud-ovest prendendo Cagny ad una decina di chilometri da Caen. Il XXX Corpo avrebbe costituito il braccio occidentale della stretta. Una variante dell'operazione Perch prevedeva l'invio della 7ª Divisione non a Mont Pinçon bensì ad attraversare il fiume Odon per prendere Évrecy e il pendio vicino al paese, la collina 112. A completare l'accerchiamento era stato deciso che la 1ª Divisione paracadutista si sarebbe paracadutata tra le due braccia che stringono la tenaglia ma il comandante dell'Aviazione alleato, sir Trafford Leigh-Mallory, si oppose a quest'ultima manovra. Il generale si rifiutò di far volare la divisione sulla Normandia affermando che le truppe si sarebbero dovute lanciare troppo in profondità e sarebbe stato ulteriormente pericoloso per i piloti della RAF. Nonostante Montgomery non abbia apprezzato la decisione di Leigh-Mallory, la manovra a tenaglia ebbe inizio senza i paracadutisti; secondo lo storico Meyer, la manovra fece parte dell'operazione Perch, mentre il lancio dei paracadutisti (operazione Wild Oats) sarebbe stata un'operazione a sé stante.

## L'offensiva

### La situazione tedesca
In risposta all'invasione, il 7 giugno, il I Corpo d'armata Panzer-SS fu trasferito dalla 7ª Armata tedesca alla 5ª Armata. Il comandante dell'OB West, il feldmaresciallo Gerd von Rundstedt, ordinò inizialmente al gruppo del generale Geyr von Schweppenburg di pianificare un contrattacco per il 10 giugno, ma Rommel in persona si oppose dato che le forze necessarie non sarebbero state mobilitate in tempo. Nonostante ciò le unità tedesche disponibili furono inviate a contenere il più possibile le teste di ponte alleate. Il I Corpo Panzer-SS era composto dalla Panzer-Lehr-Division (una delle più forti divisioni dell'esercito tedesco), gli "adolescenti fanatici" della 12ª Divisione Panzer-SS "Hitlerjugend" e i veterani della 21ª Divisione Panzer Nonostante la perdita di più di 200 veicoli distrutti dagli attacchi aerei lungo i 150 km da Chartres, i primi elementi della Panzer-Lehr giunsero a Tilly-sur-Seulles, in opposizione al XXX Corpo britannico, la notte del 9 giugno, dopo che la divisione dovette lasciare il fronte del I Corpo britannico per opporsi alle manovre della 50ª Divisione britannica. Alcune unità della 12ª Panzer-SS, della 21ª Panzer e i rimanenti della 716ª Divisione di Fanteria furono inviati attorno alla città di Caen, per opporsi al I Corpo d'Armata britannico.

### L'attacco del XXX Corpo britannico
Anche se un contrattacco concentrato delle tre divisioni Panzer del I Corpo Panzer-SS non prese forma, diversi attacchi furono lanciati contro le teste di ponte anglo-canadesi a nord di Caen. Nelle prime ore del 9 giugno, i sopravvissuti ai precedenti attacchi, poi accerchiati dalle manovre anglo-americane, sfondarono l'accerchiamento a nord di Bayeux. Più tardi, quello stesso giorno, il XXX Corpo d'Armata stabilì un collegamento con gli americani mentre la 50ª Divisione raggiunse la periferia nord-est di Tilly-sur-Seulles e incontrò per la prima volta i carri della Panzer-Lehr-Division. Durante la sera la Panzer-Lehr e la 12ª Panzer-SS contrattaccarono; anche se furono rimandati indietro la mattina seguente, una compagnia britannica fu completamente surclassata. Il 10 giugno, la 7ª Divisione Corazzata superò il fronte della 50ª Divisione, alla quale prese temporaneamente la 56ª Brigata di Fanteria. Alla fine della giornata la divisione raggiunse la periferia nord-ovest di Tilly-sur-Seulles e il giorno seguente alcune unità entrarono nel paese e presero il controllo dell'incrocio principale. L'occupazione britannica fu breve, finché la Panzer Lehr non lanciò un diversi contrattacchi costringendo gli avversari a ritirarsi. Ulteriori tentativi di riprendere il paese furono fatti dalla 50ª Divisione ma furono bloccati nel bocage, incapaci di superare la formidabile difesa formata dalla Panzer Lehr.
Dall'11 giugno il Gruppo d'Armata B cominciò a rimpiazzare le sue unità corazzate, di fronte alla 2ª Armata britannica, con le divisioni di fanteria in modo che i corazzati potessero essere posizionate nell'area di Carentan per scongiurare il pericolo su Cherbourg. L'attacco dell'armata britannica e la stessa opposizione di Hitler impedirono a Rommel di eseguire tale manovra. Il giorno seguente Hitler ordinò a Rommel di non ritirarsi per nessun motivo e di rimandare in mare le truppe alleate a partire dalla testa di ponte sull'Orne.

### L'attacco del I Corpo
Mentre il XXX Corpo d'Armata combatteva per il controllo di Tilly-sur-Seulles, sul fronte del I Corpo d'Armata, l'azione della 51ª Divisione "Highland" e della 4ª Brigata corazzata britanniche fu ritardata e l'attacco fu posticipato al 12 giugno. Ludovic Fortin afferma che la 51ª Divisione avanzò sola e che la 4ª Brigata impiegò maggior parte della sua forza nell'operazione Epsom, priorità che ebbe il supporto della 50ª Divisione. Il 10 giugno la fanteria tedesca, supportata dai corazzati, lanciò numerosi attacchi contro la 6ª Divisione Paracadutisti britannici, che teneva la testa di ponte sull'Orne prima dell'arrivo degli Highlander e della 4ª Brigata. I paracadutisti tennero fermamente le posizioni e, con l'aiuto del fuoco della Marina, contrattaccarono. un ufficiale tedesco catturato affermò che il suo "battaglione era stato virtualmente spazzato via" durante le dodici ore di scontri. Alla sera i tedeschi tentarono di riprendere Ranville ma l'attacco fu bloccato e i tedeschi dovettero subire il contrattacco dei paracadutisti britannici, subendo diverse perdite. L'avanguardia della 51ª Divisione giunse la sera e il mattino seguente lanciò l'assalto a Bréville. Anche se l'attacco fu respinto con pesanti perdite, la divisione riuscì a prendere rapidamente Touffreville. Nel pomeriggio dell'11 giugno il Reggimento "The Queen's Own Rifles of Canada" e il 1º Reggimento "Hussars" lanciarono un attacco per catturare Le Mesnil-Patry per facilitare l'avanzata della 69ª Brigata di Fanteria della 50ª Divisione; la battaglia di Le Mesnil-Patry fu un completo fallimento.
Il 12 giugno fu lanciato un ennesimo attacco tedesco dall'area di Bréville contro i paracadutisti. La battaglia durò tutto il giorno e causò gravi perdite su entrambi i fronti, ma durante la sera i tedeschi si ritirarono. Per chiudere il vuoto sul fronte britannico fu deciso di rendere sicura Bréville. Un attacco fu lanciato con successo e a mezzanotte il villaggio fu catturato ma dei 160 uomini che iniziarono l'attacco 141 furono rimpiazzati. Comunque, la 51ª Divisione incontrò una decisa resistenza da parte della 21ª Divisione Panzer nel tentativo di avanzare verso sud, su Sainte-Honorine, e gli Highlander non riuscirono ad ottenere dei progressi; l'offensiva a est di Caen fu sospesa il 13 giugno.

### Il vuoto di Caumont

Disposizione alleata e tedesca il 12 giugno 1944

Anche se l'approccio a Caen finì in stallo, sul fianco destro del XXX Corpo d'Armata, tra la 2ª Armata britannica e la 1ª Armata americana, si creò una situazione potenzialmente favorevole. Dal D-Day gli anglo-americani avevano già distrutto cinque gruppi da combattimento tedeschi inclusa la riserva del XCIV Corpo d'Armata lasciando così solamente i superstiti della 352ª Divisione tedesca come difesa del settore tra Trévières e Agy. La 352ª Divisione era in azione da quando il 6 giugno gli americani sbarcarono ad Omaha Beach e ricevette ben pochi rinforzi rispetto al numero di perdite subite. Sotto la pesante pressione della 1ª e della 2ª Divisione di fanteria americane, il fianco sinistra della 352ª Divisione collassò. Non potendo tenere la pressione, nella notte tra il 9 e il 10 giugno la divisione ottenne il permesso di ritirarsi a Saint-Lô. La 352ª Divisione si ritirò creando un vuoto nelle linee tedesche di 12 km circa, vicino a Caumont-l'Éventé, terra di nessuno chiamata dagli Alleati il "vuoto di Caumont". Solo il battaglione di ricognizione della 17ª Divisione SS-Panzergrenadier, il quale si separò dalla propria divisione quando essa fu inviata contro gli americani a Carentan, rimase nell'area del "vuoto". I piani tedeschi prevedevano di inviare la 2ª Divisione Panzer a riempire il "vuoto di Caumont" ma il 10 giugno il grosso della divisione fu fermato tra Amiens e Alençon e non fu in grado di giungere in forze nei tre giorni successivi. Riluttante a inviare la 2ª Divisione panzer finché non fosse completamente in grado di farlo, il generale Hans Freiherr von Funck del XLVII Corpo tedesco fu tuttavia persuaso a inviare il battaglione di ricognizione della divisione a Caumont con l'ordine di tenere il rilievo della zona. Inoltre, Joseph Dietrich, comandante del 1º Corpo d'armata Panzer-SS, ordinò alla sua riserva, il Battaglione Panzer-SS 0Pesanti 101, di posizionarsi dietro la Panzer-Lehr e la 12ª Divisione panzer-SS per coprire il loro fianco sinistro aperto. Capendo l'importanza che i britannici avrebbero dato al rilievo vicino Villers-Bocage, la 2ª Compagnia del Battaglione 101, comandata da Michael Wittmann e con solo 5 carri Panzer VI Tiger I, fu posizionata a sud delle pendici del rilievo. Essa arrivò sull'obiettivo il 12 giugno dopo un viaggio di cinque giorni da Beauvais.

Nella notte tra il 9 e il 10 giugno la 352ª Divisione tedesca si ritirò fino verso Saint-Lô, creando un profondo vuoto nelle linee tedesche chiuso solo da forze leggere. Il 12 giugno la 7ª Divisione corazzata britannica attraverso il vuoto puntando Villers-Bocage e il pendio al di là del villaggio, mentre la 1ª e la 2ª Divisione americane supportavano i britannici stessi.

Il 12 giugno l'operazione Perch fu modificata. Conscio dell'opportunità presentatasi, il generale Dempsey si incontrò con il generale Bucknall, del XXX Corpo britannico, e il generale George Erskine, della 7ª Divisione corazzata; ordinò a Erskine di spostare i suoi corazzati dai combattimenti attorno a Tilly-sur-Seulles. La sua divisione doveva ora sfruttare l'apertura nelle linee tedesche, prendere Villers-Bocage e avanzare sul fianco della divisione Panzer-Lehr. Una cresta lunga 3 km a est del villaggio era l'ultimo obiettivo della divisione; i britannici credevano che l'apparizione dei corazzati britannici sul retro della Panzer-Lehr, i quali avrebbero occupato i rilievo nelle retrovie e le linee di comunicazione avrebbero convinto i tedeschi ad arrendersi o ritirarsi, rendendo tutta l'operazione fluida. In supporto alla manovra della 7ª Divisione, la 50ª Divisione britannica avrebbe mantenuto la pressione contro la divisione Panzer-Lehr, vicino a Tilly-sur-Seulles. Simultaneamente, alcuni elementi del V Corpo statunitense sarebbe avanzato anch'esso. La 1ª Divisione avrebbe dovuto prendere Caumont e rendere sicuro il pendio nelle vicinanze mentre la 2ª Divisione avrebbe attaccato in direzione di Saint-Lô.
Nonostante la necessità di una rapida azione per ottenere il pieno vantaggio dalla vulnerabilità tedesca, la 7ª Divisione corazzata fu lenta nel riorganizzarsi e impiegò tutta la mattina del 12 giugno tentando di avanzare su Tilly-sur-Seulles secondo i suoi ordini iniziali. A mezzogiorno, fu tenuto un incontro tra Erskine e il generale Hinde, comandante della 22ª Brigata corazzata. A Hinde fu ordinato di muoversi immediatamente attraverso il "vuoto". Con la 131ª Brigata di Fanteria pronta all'azione, la 7ª Divisione trasferì la 56ª Brigata di Fanteria alla 50ª Divisione. Consistente ora della 131ª Brigata e della 22ª Brigata Corazzata, l'avanguardia della 7ª Divisione cominciò a muoversi. L'8º Reggimento "King's Royal Irish Hussars" (reggimento di ricognizione della 7ª Divisione) perlustrò la strada che la brigata avrebbe attraversato in seguito; il resto della divisione partì dal villaggio di Trugny circa alle 16:00. Quattro ore dopo il grosso delle forze si avvicinarono a Livry dopo un'avanzata di 9 km senza trovare alcuna resistenza, in quello che doveva essere territorio controllato dai tedeschi. Una resistenza esigua fu trovata a nord di Livry dove i carri Cromwell dell'avanguardia dell'8º Reggimento furono distrutti dal fuoco di armi anticarro della Compagnia di Scorta della Panzer-Lehr-Division, ma la fanteria e gli altri carri rimasti continuarono l'avanzata e in due ore le posizioni tedesche furono occupate dai britannici.
Sperando che i tedeschi continuassero a credere di aver indovinato gli obiettivi delle sue forze, avvicinandosi a La Mulotiere, Hinde ordinò alle sue truppe di fermarsi per la notte. Mentre la forza principale eseguiva le operazioni di routine, l'8º Reggimento e l'11º Reggimento "Prince Albert's Own" (il reggimento autoblindi della divisione) eseguirono delle ricognizioni sui fianchi della divisione. L'11º Reggimento non trovò resistenza nemica sul fianco destro e si incontrò con la 1ª Divisione americana, vicino a Caumont, mentre sul fianco sinistro l'8º Reggimento localizzò, a 3–4 km di distanza, alcuni elementi della divisione Panzer-Lehr.

### La battaglia di Villers-Bocage

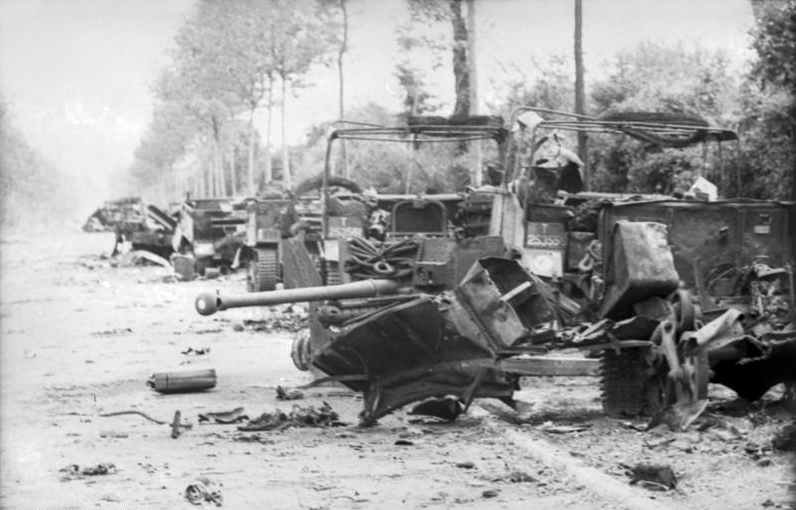
Il trasporto veicoli distrutto da Michael Wittmann

L'avanzata britannica ricominciò alle 05:30, e circa tre ore dopo l'avanguardia della 22ª Gruppo Brigate Corazzate, una forza composta da vari elementi della 7ª Divisione Corazzata posizionati attorno al quartier generale della 22ª Brigata Corazzata, entrò nel villaggio da ovest. Per tutta la mezz'ora successiva uno squadrone corazzato, il 4º Reggimento "County of London Yeomanry", avanzò nel villaggio verso la collina a est del paese. Il quartier generale del Gruppo fu posizionato nell'est del villaggio lungo la strada principale.
Circa alle 09:00 il carro britannico leader dello squadrone d'avanguardia venne ingaggiato da 3-5 Tiger I della 2ª Compagnia del Battaglione Panzer-SS Pesanti 101. Un Tiger, sotto il comando di Michael Wittmann entrò a Villers-Bocage e distrusse diversi carri del quartier generale reggimentale e dello squadrone in ricognizione. Wittmann ingaggiò altri corazzati britannici avanzando verso ovest prima di doversi ritirare. Il Tiger di Wittmann fu ben presto danneggiato e lui e il suo equipaggio dovettero fuggire a piedi fino al quartier generale della Panzer-Lehr. In meno di quindici minuti, 13-14 carri, 2 armi anticarro e 13-15 veicoli da trasporto furono distrutti dal Battaglione 101, la cui devastazione maggiore attribuita a Wittmann.
Durante le ore rimanenti della mattina un battaglione di fanteria britannico della 22ª Brigata Corazzata si posizionò in difesa del villaggio. Nel frattempo le truppe sulla collina vicino furono tagliate fuori, così fu inviata una forza d'attacco per tentare di liberare i compagni dall'accerchiamento. I britannici però non riuscirono ad ottenere alcun progresso verso la collina, e quando giunsero dei rinforzi tedeschi tra le 11:00 e le 13:00, lo squadrone circondato dovette arrendersi. Altre truppe tedesche furono inviate contro alcune unità della 22ª Brigata Corazzata che ora premevano contro i tedeschi lungo la strada per Livry.

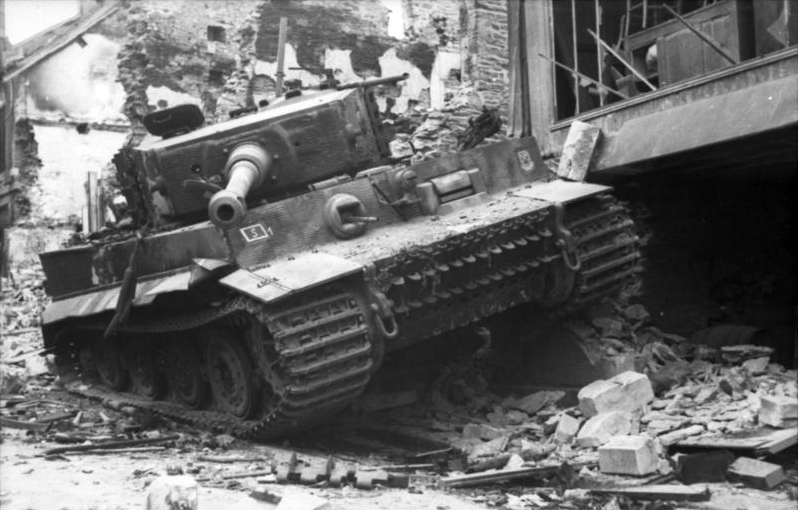
Uno dei diversi carri Tiger distrutti a Villers-Bocage.

Altri carri della Panzer-Lehr arrivarono con l'ordine di prendere possesso dell'uscita nord e ovest di Villers-Bocage, ma essi incontrarono le unità anticarro britanniche e diversi carri furono distrutti prima che l'anticarro fosse distrutta a sua volta. Il successivo assalto tedesco, lanciato dal Battaglione 101, finì in un'imboscata nel centro del paese. Alcuni Tiger e Panzer IV furono distrutti da una combinazione di anticarro, un carro Sherman Firefly e fanteria. I carri tedeschi danneggiati furono incendiati e le rispettive fanterie si scontrarono per tutto il pomeriggio. Le posizioni britanniche furono colpite dall'artiglieria mentre diversi attacchi tedeschi furono respinti dai colpi d'artiglieria britannica. Una compagnia britannica fu sopraffatta, un plotone fu catturato e il quartier generale finì sotto il fuoco nemico.
Il generale Hinde decise che le posizioni britanniche erano insostenibili e che il suo gruppo doveva ritirarsi nei pressi di Amayé-sur-Seulles. Alle 20:00 la ritirata cominciò sotto la copertura del fuoco d'artiglieria e fu completato praticamente senza scontri con il nemico.

### Il 14 giugno
La mattina del 14 giugno Montgomery abbandonò l'idea di un attacco a tenaglia su Caen dato che, come disse egli stesso, mancava di "forza sufficiente per agire offensivamente su entrambi i fronti". Decise che il XXX Corpo d'Armata avrebbe continuato la sua offensiva sola in un "singolo concentrato colpo"; l'attività della 51ª Divisione sul fianco orientale fu gradualmente "scemato".
La 50ª Divisione "Northumbrian" continuò l'attacco verso sud per attirare l'attenzione tedesca su di sé e non sulla 7ª Divisione; il 14 giugno, supportata dall'artiglieria e dalla RAF, la 50ª Divisione lanciò un attacco con due brigate per catturare i villaggi di La Senudière, La Belle Epine, Lingèvres e Verrières. Dipendente dal successo di quell'offensiva, un ulteriore attacco fu lanciato per catturare il villaggio di Hottot-les-Bagues. Per preparare la via, una forza di ricognizione venne inviata in avanscoperta la sera precedente; gli uomini della Panzer-Lehr-Division inflissero pesanti perdite ai britannici. Le perdite della divisione tedesca sono sconosciute ma vi è la conferma di almeno un carro distrutto.

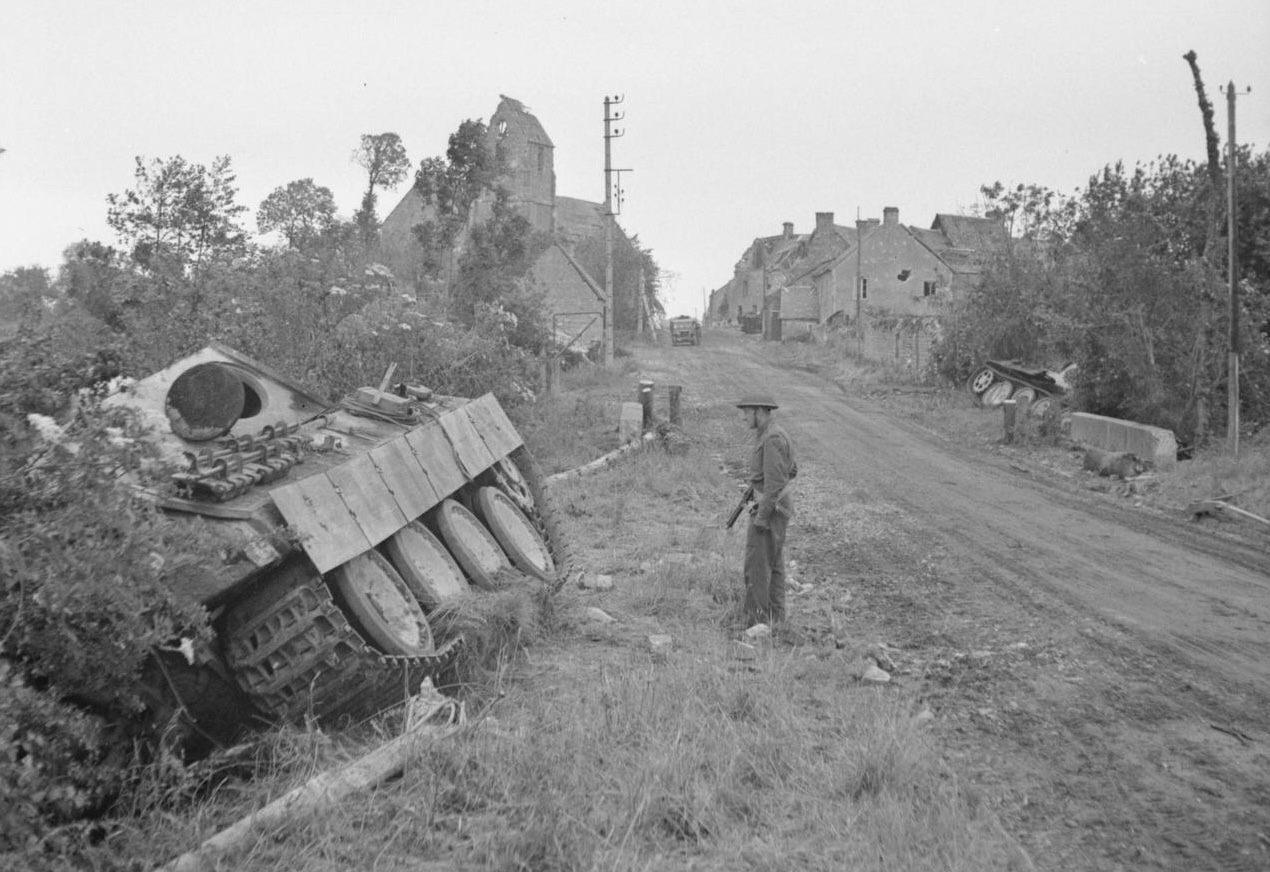
Due dei cinque carri Panther distrutti dal sergente Harris, comandante di uno Sherman Firefly, e dal carrista Mackillop, il cannoniere dello stesso carro, sono ancora visibili a ovest di Lingèvres dove fu lanciato il secondo attacco.

L'assalto principale cominciò alle 10:15 della mattina successiva quando la 151ª Brigata di Fanteria "Durham", supportato dai carri del 4º Battaglione del 7º Reggimento "Royal Dragoon Guards", avanzò verso Lingèvres e Verrières. I difensori tedeschi non aprirono il fuoco fino a quando i britannici non furono a meno di 150 metri e i combattimenti che seguirono durarono cinque ore, finché il 6º Reggimento Fanteria Leggera "Durham", con il pesante supporto dell'artiglieria, non si impossessò delle postazioni delle linee del fronte tedesco. Due compagnie continuarono l'avanzata e presero Verrières, che venne trovata libera dal nemico, ma un'ulteriore avanzata fu fermata dalla fanteria e dai carri tedeschi.
Il 9º Reggimento di Fanteria Leggera "Durham" fu colpito dal pesante fuoco delle mitragliatrici tedesche e fu costretto ad impiegare le sue compagnie di riserva per aprire una breccia nelle linee tedesche. Tra mezzogiorno e le 13:30, il battaglione conquistò Lingèvres e posizionarono delle postazioni anticarro vicine anche se molte di queste furono messe fuori uso da un contrattacco tedesco. Due carri Panther furono fermati mentre si avvicinavano al villaggio dal sergente Harris, comandante di uno Shermah Firefly. Harris ingaggio il primo ad una distanza di 350 metri e, distrutto l'obiettivo, rese inoffensivo anche il secondo. Mentre Harris ordinava al suo carro di spostarsi in un'altra posizione di fuoco, il cacciacarri del maggiore Mogg, comandante del battaglione corazzato, finì il carro tedesco danneggiato. Altri cacciacarri distrussero un altro Panther, uno M4 Sherman britannico venne distrutto e un altro Sherman distrusse un terzo Panther. Altri tre Panther avanzarono verso il villaggio; Harris distrusse il veicolo di testa prima che esso potesse entrare nel paese e colpì gli altri due Panther anche se uno dei due riuscì a giungere al centro di Lingèvres prima che l'equipaggio potesse fuggire dal mezzo.
Dopo pesanti scontri la 231ª Brigata di Fanteria fu in grado di raggiungere tutti i suoi obiettivi prima della notte e a collegarsi con la 151ª Brigata. Un ufficiale nel 6º Reggimento di Fanteria Leggera affermò che l'attacco fu il miglior successo portato a termine durante il corso dell'intera operazione; in tutto, nove carri tedeschi furono distrutti durante la giornata, al costo di 353 perdite per la Fanteria Leggera "Durham". Nonostante tutto la divisione non fu in grado di sfondare le difese della Panzer-Lehr.

#### La battaglia dell'isola
Con il completamento della ritirata britannica da Villers-Bocage, il 14 giugno il gruppo di brigate formò una zona difensiva: un "box di brigate". L'esatta posizione di questa difesa è argomento di dispute da parte degli storici. Carlo D'Este affermò che essa si trovava tra Amayé-sur-Seulles e Tracy-Bocage, attorno alla Collina 174. Dan Taylor ha localizzato il "box" attorno al quartier generale delle brigate sulla Collina 174 e presenta una mappa indicante la brigata molto più a sud del villaggio di Amayé-sur-Seulles; tale posizione è confermata dallo storico francese Henrie Marie. George Forty posiziona il box a nord di Tracy-Bocage, attorno a Saint-Germain e usa a supporto un disegno su un rapporto del comandante della 22ª Brigata che indica la posizione a est di Amayé-sur-Seulles e includente Saint-Germain. Il combattimento che seguì durante il 14 giugno è conosciuto come la battaglia dell'isola, o la posizione isola, tale nome deriva da un rapporto post battaglia della 22ª Battaglia. Altri nomi furono usati per indicare lo scontro, come la battaglia del box delle brigate e la battaglia di Amayé-sur-Seulles. Forty e Taylor confermano che il box avesse un'area minore ai due chilometri quadrati.
La Panzer-Lehr-Division si mosse in modo da essere in grado di difendersi dal rinnovato assalto della 50ª Divisione "Northumbrian" e dall'attacco della 7ª Divisione Corazzata; attacco peraltro supportato dalla 1ª Compagnia del Battaglione 101. Il battaglione di ricognizione della 2ª Divisione Panzer, con altre unità di fanteria più piccole, si schierarono per affrontare il "box", anche se il reggimento panzer della divisione non avrebbe preso parte alla battaglia.

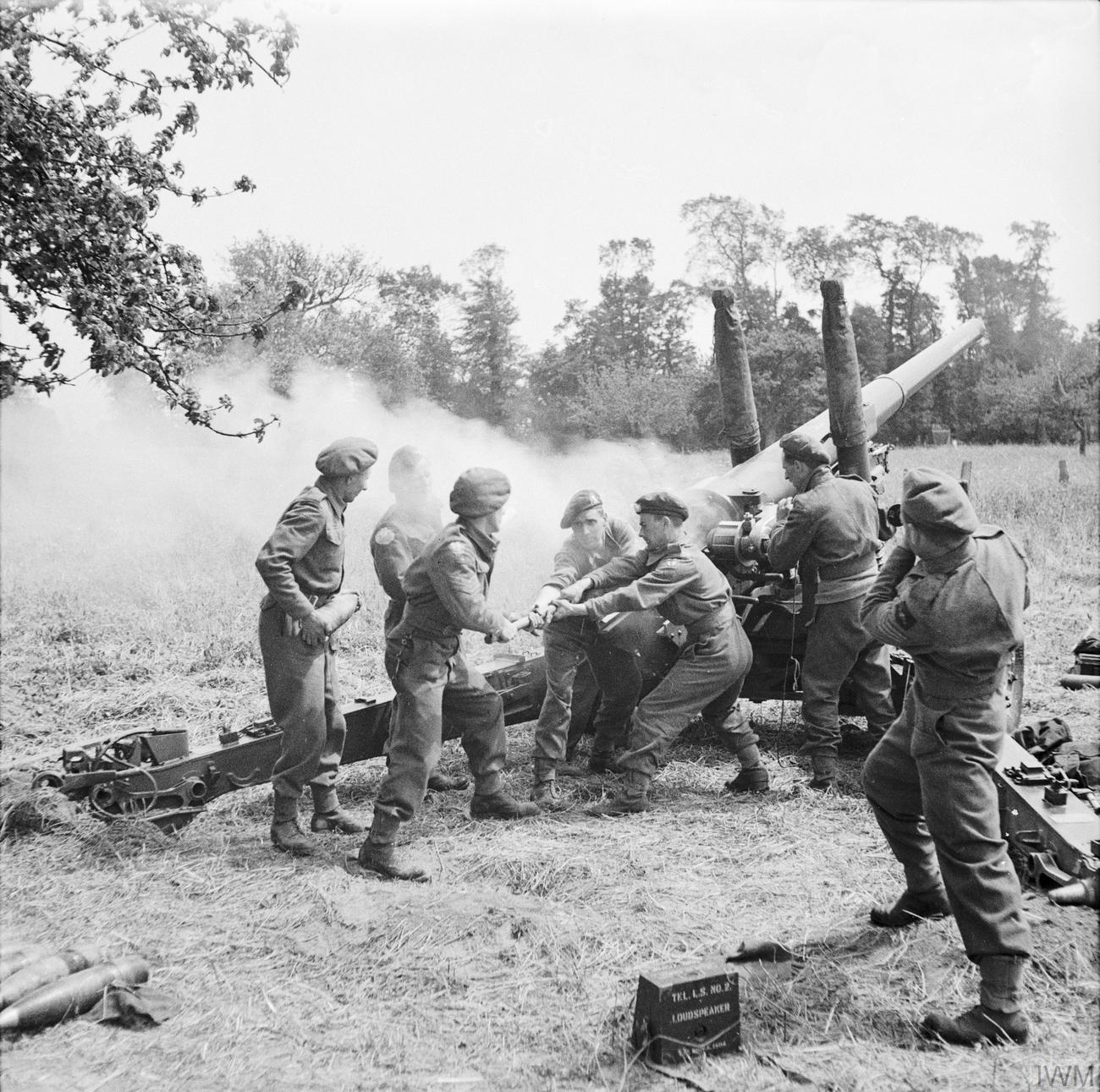
Un cannone medio da 4.5 pollici della Royal Artillery I cannoni da 155 mm del V Corpo statunitense furono inviati come supporto alle difese durante la battaglia.

Nel frattempo la 131ª Brigata di Fanteria, composta da un battaglione di fanteria e un reggimento corazzato, si mosse verso Livry; la mattina del 14 giugno la 131ª Brigata tenne aperta la strada tra Livry e l'area di Brisquessarrd, mentre i cacciabombardieri Hawker Typhoon lanciarono un attacco contro le posizioni tedesche vicino al "box". La fanteria tedesca si mosse verso le linee britanniche ma fu costretta a fermarsi sotto il fuoco dell'artiglieria alleata ma l'attacco riprese verso le 09:00. Giunti troppo vicini ai britannici per il fuoco d'artiglieria alleata i tedeschi riuscirono a sopraffare un plotone britannico. Un contrattacco con carri e fanteria fece arretrare i tedeschi alle posizioni iniziali, i quali però pressarono i britannici con il fuoco dei tiratori scelti, dei mortai e dalle 14:00 dall'artiglieria. Alle 19:00 un assalto su due fronti, supportato dall'artiglieria a lungo raggio e dai corazzati, colpì il "box" da nord e da sud. L'attacco sfondò le linee britanniche e i tedeschi giunsero fino al quartier generale nemico prima di essere costretti a ritirarsi, in scontri che durarono fino alle 22:30.
Anche se le posizioni potevano essere ancora tenute, l'incapacità della 50ª Divisione di sfondare le linee della Panzer-Lehr e la necessità di rimpiazzare l'esausta 7ª Divisione Corazzata convinse il Comando a far retrocedere il gruppo di brigate per rinforzare la linea del fronte. La ritirata, nome in codice operazione Aniseed (operazione Semi di Anice), iniziò poco dopo mezzanotte. Il rumore prodotto dalle truppe in ritirata fu coperto da un raid della RAF su Aunay-sur-Odon ed Evrecy, il quale distrusse un carro Tiger e danneggiò altri tre, infliggendo 29 perdite al nemico. A parte il pressante fuoco d'artiglieria a nord e a sud della ritirata, i tedeschi fecero ben poco per fermare i britannici.
Una stima di 700-800 vittime furono inflitte ai tedeschi durante la battaglia e da 8 a 20 carri furono distrutti, inclusi diversi Tiger. Le vittime britanniche furono ridotte, con solo 3 carri persi. Michael Reynolds afferma però che la stima per i tedeschi sia "esagerata". Il generale Hinde, nel suo rapporto ufficiale, scrisse "è discutibile anche che l'uso dell'artiglieria e dei rifornimenti per le armi leggere fosse giustificato in proporzione alle forze nemiche".

## Conseguenze

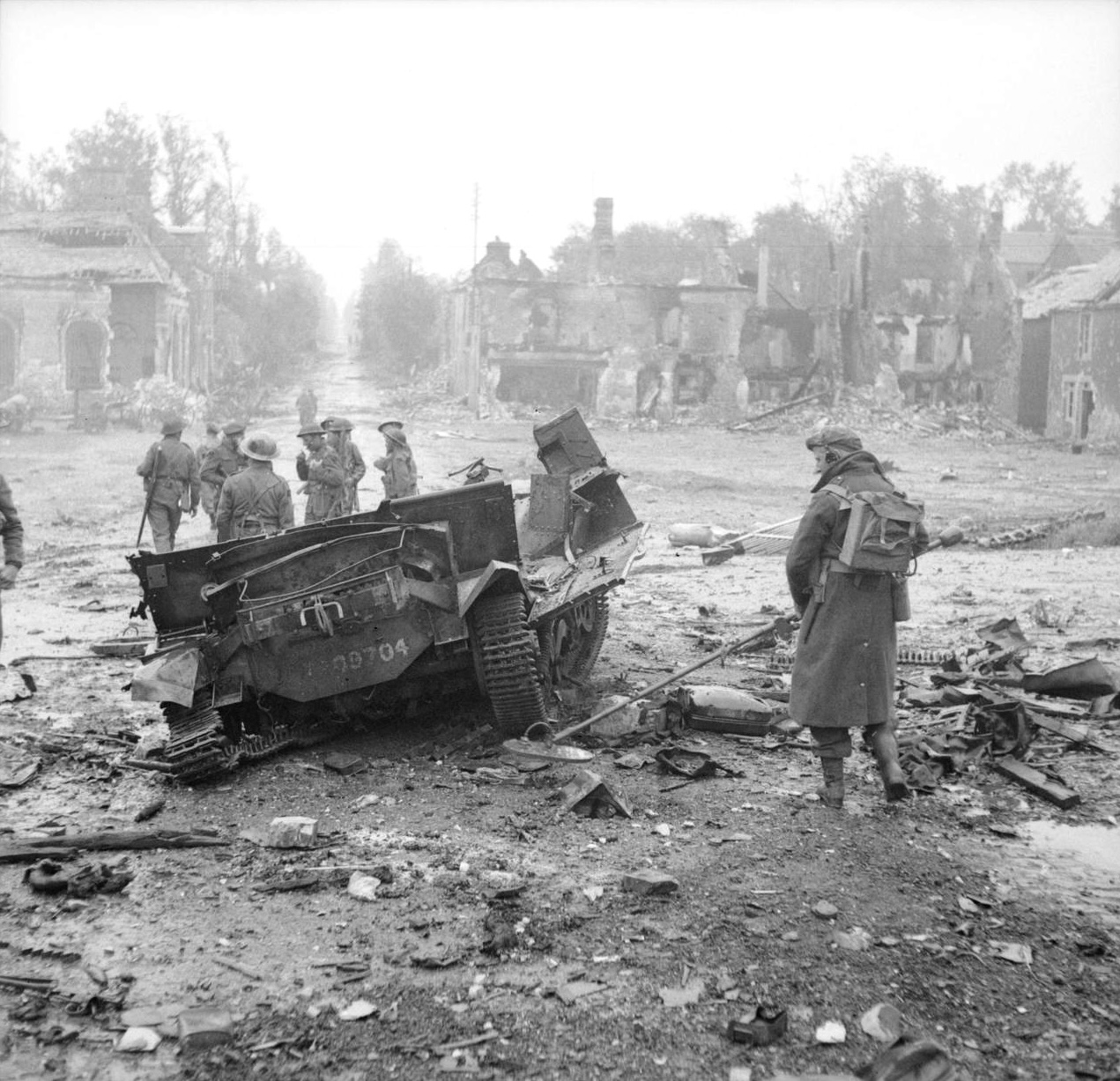
I resti di un mezzo da trasporto esploso su di una mina a Tilly-sur-Seulles, il 19 giugno 1944. Il paese "fu uno dei primi dei tanti paesi che furono pressoché distrutti durante la loro liberazione".

Nei giorni seguenti i combattimenti tra la 50ª Divisione e la Panzer-Lehr diminuirono. Il 15 giugno il XXX Corpo britannico affermò che per quella data erano stati distrutti almeno 70 carri tedeschi, e il 18 giugno la fanteria britannica entrò di nuovo a Tilly-sur-Seulles. Il villaggio fu reso sicuro nei giorni seguenti dopo un'opposizione leggera; il paese aveva cambiato sponda 23 volte prima della definitiva liberazione.
Lo stesso giorno un attacco fu lanciato verso Hottot-les-Bagues. Di fronte ad una determinata resistenza della Panzer-Lehr, la fanteria britannica guadagnò un po' di terreno ma fu costretta a ripiegare dopo un contrattacco tedesco supportato dai corazzati. I britannici riuscirono in seguito a prendere il villaggio e a respingere i successivi assalti tedeschi, ma essendo in numero insufficiente per rendere sicure le postazioni furono costretti a ritirarsi nella notte e Hottot-les-Bagues tornò nelle mani dei granatieri tedeschi.
La 7ª Divisione Corazzata fu fatta retrocedere per essere rinforzata dalla 33ª Brigata Corazzata, la quale stava sbarcando e riunendo sulla spiaggia della testa di ponte britannica. Secondo i piani la divisione, dopo essere stata rinforzata, avrebbe attaccato nuovamente, ma il 19 giugno un terribile temporale si abbatte sulla Manica, mettendo a repentaglio le operazioni sulla spiaggia, e l'offensiva della 7ª Divisione fu abbandonata.

### Gli onori di battaglia
Il sistema degli "onori di battaglia" (insignire un'unità con dei simboli per onorare il comportamento di tale unità in battaglia) britannico e del Commonwealth analizzò l'espansione della testa di ponte britannica durante l'operazione Perch, nel periodo tra il 1956 e il 1958. Un'unità fu premiata con l'onore Port en Bessin, una con l'onore Sully, quattro con l'onore Breville e undici reggimenti con l'onore Villers-Bocage. Oltre a questi per aver partecipato all'espansione della testa di ponte tra il 14 e il 19 giugno dieci unità ricevettero l'onore Tilly sur Seulles.

### Perdite
Anche se il numero preciso di vittime per l'operazione specifica non sono calcolabili, alla fine di giugno la Panzer-Lehr-Division subì 2 972 perdite e perse 51 carri mezzi d'assalto, più 82 semicingolati e 294 altri veicoli. Il 16 giugno la 12ª Divisione Panzer-SS riportò 1 417 vittime e il 26 giugno la divisione aveva perso 41 carri. Dall'inizio del mese fino al 16 giugno la 21ª Divisione Panzer perse 1 864 uomini. Prima dell'invasione la divisione possedeva 112 carri, il 16 giugno ne erano rimasti operativi 85, con un numero imprecisato in riparazione. Durante l'operazione Perch il Battaglione Panzer-SS Pesanti 101 subì 27 perdite e il 16 giugno il battaglione aveva solo 15 carri operativi; il battaglione aveva perso 9 carri e 21 erano in riparazione.
Alla fine di giugno la 7ª Divisione Corazzata aveva perso 1 149 uomini e almeno 38 carri durante l'operazione Perch. La 50ª Divisione di Fanteria alla fine di giugno aveva perso 4 476 uomini.

## Analisi della battaglia

Fanteria britannica mentre attraversa Douet, l'11 giugno 1944.

### L'accerchiamento sul fianco destro
L'idea di aggirare la Panzer-Lehr-Division attraverso il "vuoto" nelle linee tedesche fu molto difficile da realizzare. Lo storico George Forty afferma che "anche se era chiaro che la decisione finale di inviare sul fianco destro i Topi del Deserto (I Desert Rats, ovvero la 7ª Divisione Corazzata) era di Monty, non è completamente chiaro di chi fosse l'idea di intraprendere l'avanzata nel vuoto tra le linee tedesche." Forty cita inoltre George Erskine, comandante della 7ª Divisione, i quali dichiarano entrambi la stessa cosa ed Erskine aggiunge inoltre che l'avanzata avrebbe avuto inizio 24 ore prima. Quest'affermazione trova supporto in quelle di John Buckley. Dan Taylor afferma ancora di più, suggerendo che anche se Gerard Bucknall del XXX Corpo d'Armata era a conoscenza del "vuoto" già 24 ore prima ma che si trattenne dall'informare il generale Dempsey, il quale all'ora era ancora impegnato con l'operazione Wild Oats. Lo storico ufficiale della Campagna, L. F. Ellis, afferma che Bucknall orchestrò le manovre britanniche solamente dopo essersi consultato con Dempsey. Lo storico Carlo D'Este scrive "mentre l'idea era certamente in corso di vaglio dal XXX Corpo, il problema era che Bucknall non aveva fatto assolutamente nulla fino all'arrivo di Dempsey sulla scena... [il quale] spinse il comandante del Corpo all'azione". Opinioni di consenso tra gli storici vi furono nel supporto di Dempsey per l'attuazione dell'operazione, sia nella preparazione che nell'esecuzione.

### Analisi complessiva
Il fallimento dell'operazione spinse Dempsey a scrivere brevemente che c'era "nessuna possibilità ora [nel giugno 1944] di un'operazione improvvisa con truppe paracadutiste con lo scopo di prendere Caen o per allargare la testa di ponte sul fronte del XXX Corpo. È chiaro ora che Caen può essere conquistata solo con un assalto accuratamente programmato e noi, al momento, non abbiamo gli uomini e i rifornimenti necessari per questo". Dopo la guerra egli rimarcò di aver detto "questo attacco della 7ª Divisione Corazzata avrebbe dovuto avere successo. Sentivo che Bucknall ed Erskine avrebbero fallito.. la gestione della battaglia è stata una vergogna. La loro decisione di ritirarsi [da Villers-Bocage] fu loro." Anche se D'Este chiama la nota dello stesso Dempsey, "eccessivamente dura", gli storici generalmente sono d'accordo con il generale, ritenendo che la grande opportunità di catturare velocemente Caen fu persa da Bucknall stesso. Pienamente d'accordo con Dempsey, John Buckley afferma che Bucknall era impreparato a supportare gli inevitabili problemi che seguirono l'attacco e che Erskine non era adatto al compito che aveva a portata di mano. Il maggiore Ellis fu meno critico, chiamando i risultati dello scontro "deludenti" ma precisando che, con la resistenza della Panzer-Lehr-Division e con l'arrivo inaspettato della 2ª Divisione Panzer, la 7ª Divisione Corazzata "difficilmente poteva ottenere il pieno successo". Questa veduta è rifiutata da Michael Reynolds, che afferma "i carri della 2ª Divisione Panzer non erano presenti a Villers-Bocage, in quei giorni".
Hubert Meyer afferma che i principali motivi che portarono al fallimento dell'operazione Perch furono il non aver potuto usufruire della 50ª Divisione di Fanteria e del supporto dei suoi corazzati, il collasso dell'attacco della 51ª Divisione di Fanteria e il rapido contrattacco della 2ª Divisione Panzer. Un'ulteriore ragione data per fallimento dell'operazione è il numero insufficiente di unità di fanteria impiegata per l'offensiva. Michael Reynolds fa notare che due battaglione di fanteria e la maggior parte della 1ª Brigata Fucilieri della 7ª Divisione non furono impiegati prima del 13 giugno. In seguito egli stesso identificò tre brigate di fanteria non impiegate nelle manovre della 7ª Divisione mentre essa era in azione; Reynolds accusa Bucknall per non aver concentrato un numero di forze sufficienti sul fianco destro del fronte dell'operazione nel tempo appropriato. Questa analisi è supportata da D'Este, anche se Bucknall difese la sua decisione dichiarando che la "49ª [Divisione] ... non aveva esperienza in battaglia ed era importante impiegarla in modo coordinato nella sua prima battaglia, e non costringerla in fretta e furia a combattere una dura battaglia tra carri come quella attorno a V[illers]-B[ocage] e Amaye." Secondo John Buckley, il fattore cruciale nel fallimento dell'operazione fu un corrispettivo fallimento al livello di comando. Lo storico Terry Copp afferma che Dempsey continuò a sottostimare il numero delle forze tedesche e l'impreparatezza nel difendere il terreno conquistato mentre Mungo Melvin afferma che Dempsey e la 2ª Armata erano dispiegati logisticamente in una formazione debole; non dando inoltre ai propri subordinati degli obiettivi precisi e lasciando ad essi la libertà di agire come essi volessero per eseguire i loro obiettivi.
Chester Wilmot da una luce differente ai risultati dell'operazione Perch, definendola un successo strategico. "Dato il prematuro impiego dei suoi corazzati, Rommel ritardò l'avanzata britannica ma finì nelle mani di Montgomery, infatti una volta che le divisioni panzer si scontrarono con le truppe della 2ª Armata britannica, non poterono essere usate per le manovre offensive." Lo storico Stephen Badsey constata che il messaggio di Montgomery a Bradley, "Caen è la chiave per Cherbourg", rappresenta la verità; il tentativo britannico di superare Caen tenne immobilizzate le divisioni corazzate tedesche forzandole a restare e combattere contro i britannici invece di contrattaccare gli americani più a ovest. Badsey afferma che l'interferenza di Hitler nella Campagna tedesca salvò la reputazione di Rommel come generale; l'incapacità di operare con i corazzati sulla penisola del Cotentin (dove sorge Cherbourg), la difficoltà di manovre e di rifornimento e le forze delle truppe anglo-canadesi portarono ad una rapide e completa sconfitta delle truppe tedesche in Normandia. Badsey fa notare inoltre che gli ordini di Hitler del 12 giugno fu un motivo d'attrito tra Hitler stesso e i suoi generali per il resto della Campagna.

### Citazioni
1. 1 2 3 4 5 6  Forty, p. 36
2. 1 2 3 4 5  Taylor, p. 9
3. 1 2 3 4 5 6  Buckley (2004), p. 23
4. 1 2  Stacey, p. 142
5. 1 2 3 4 5 6 7  Buckley (2004), p. 24
6. 1 2 3  Reynolds, p. 71
7. 1 2 3 4 5  Ellis, p. 247
8. 1 2 3 4 5  Forty, p. 29
9. 1 2 3  Reynolds, p. 109
10. 1 2  Reynold, pp. 99–100
11. ↑  Williams, p. 24
12. ↑  Ellis, p. 171
13. ↑  Wilmot, p. 273
14. ↑  Ellis, p. 78
15. ↑  Ellis, p. 81
16. ↑  Van-Der-Vat, p. 146
17. 1 2  Trew, p. 22
18. ↑  Clay, p. 238
19. 1 2  Gill, p. 22
20. ↑  Clay, p. 247
21. ↑  Stacey, p. 114
22. ↑  Buckley (2007), pp. 58–59
23. ↑  Randell, p. 11
24. 1 2 3 4  Buckley (2006), p. 59
25. ↑  Wilmot, pp. 284–286
26. ↑  Hastings, p. 155
27. ↑  Meyer, pp. 296 – 297
28. 1 2  Hastings, p. 154
29. ↑  Hastings, p. 147
30. ↑  Forty, pp. 38–39
31. ↑  Hastings, p. 151
32. 1 2  Zetterling, Panzer-Lehr Division
33. ↑  Steinhardt, p. 63
34. ↑  Forty, p. 39
35. ↑  Reynolds, p. 73
36. ↑  Buckley (2007), p.60
37. ↑  Reynolds, pp. 63–71
38. 1 2  Gill, p. 24
39. ↑  Clay, p. 254
40. ↑  Clay, p. 256
41. 1 2  Forty, p. 37
42. 1 2  Buckley (2007), p. 61
43. ↑  Fortin, p. 44
44. 1 2  Ellis, p. 248
45. 1 2  Ellis, p. 250
46. ↑  Stacey, p. 140
47. ↑  Ellis, p. 249
48. 1 2  Harrison, p. 370
49. ↑  Harrison, p. 369
50. ↑  Weigley, pp. 109–110
51. 1 2  Harrison, p. 373
52. ↑  Reynolds (2001), p. 96
53. ↑  Harrison, p. 371
54. 1 2  Forty, p. 57
55. ↑  Reynolds, p. 100
56. ↑  Reynolds, pp. 80, 99
57. 1 2  Hart, p. 134
58. 1 2 3  Wilmot, p. 308
59. ↑  Forty, p. 47
60. ↑  Clay, p. 257
61. 1 2 3 4  Ellis, p. 254
62. 1 2 3  Taylor, p. 10
63. 1 2 3  Copp, p. 76
64. 1 2  Harrison, p. 374
65. 1 2 3 4 5  Forty, p. 50
66. 1 2  Fortin, p. 13
67. 1 2 3  Taylor, p. 11
68. ↑  Forty, p. 126
69. 1 2  Marie, p. 53
70. ↑  Taylor, pp. 11–12
71. 1 2  Taylor, p. 12
72. 1 2 3  Forty, p. 51
73. 1 2  Taylor, p. 16
74. 1 2  Taylor, p. 19
75. ↑  Forty, pp. 57, 58, 66
76. ↑  Buckley (2004), p. 25
77. ↑  Reynolds, p. 103
78. ↑  Taylor, pp. 23–33
79. ↑  Forty, pp. 63–64
80. ↑  Forty, p. 65
81. 1 2  Taylor, p. 33
82. ↑  Forty, p. 66
83. 1 2  Taylor, p. 43
84. 1 2  Forty, p. 74
85. ↑  Forty, p. 73
86. ↑  Taylor, p. 56
87. ↑  Reynolds, p. 104
88. ↑  Taylor, p. 59
89. ↑  Taylor, pp. 65, 67
90. ↑  Taylor, p. 69
91. 1 2  Taylor, p. 76
92. 1 2  Forty, p. 76
93. ↑  Stacey, p. 143
94. 1 2  Forty, p. 90
95. 1 2 3 4  Ellis, p. 255
96. 1 2 3 4  Clay, p. 262
97. ↑  Forty, pp. 163–164
98. ↑  Forty, pp. 169, 174–175
99. 1 2 3 4  Forty, p. 91
100. 1 2  Forty, p. 92
101. ↑  Clay, pp. 261–262
102. ↑  Forty, p. 168
103. 1 2 3  Forty, p. 172
104. ↑  Forty, p. 169
105. ↑  Forty, pp. 172–173
106. ↑  Forty, pp. 174–176
107. ↑  Forty, p. 94
108. ↑  D'Este, p. 184
109. ↑  Taylor, pp. 76–77
110. ↑  Marie, p. 121
111. ↑  Forty, p. 81
112. 1 2  Forty, p. 78
113. ↑  Lindsay, p. 40
114. ↑  Delaforce, p. 39
115. ↑  Forty, p. 77
116. 1 2 3 4 5 6 7 8  Taylor, p. 77
117. ↑  Marie, p. 120
118. ↑  Forty, p. 159
119. 1 2  Reynolds, p. 110
120. 1 2 3 4 5 6  Taylor, p. 78
121. ↑  Forty, p. 83
122. ↑  Forty, p. 82
123. 1 2  Forty, p. 85
124. ↑  Forty, p. 84
125. ↑  Forty, p. 160
126. 1 2  Forty, pp. 86–87
127. 1 2  Reynolds, p. 107
128. ↑  Forty, p. 87
129. ↑  Clay, p. 263
130. 1 2  Clay, pp. 262–263
131. ↑  Gill, p. 27
132. ↑  Forty, p. 182
133. ↑  Clay, p. 264
134. ↑  Fortin, p. 69
135. ↑  Williams, p. 114
136. ↑  Rodger, pp. 241–242
137. ↑  Zetterling, 12. SS-Panzer Division "Hitlerjugend"
138. ↑  Zetterling, 21. Panzer Division
139. ↑  Meyer, p. 237
140. ↑  Zetterling, 101. SS-Pz.Abt.
141. 1 2  Forty, p. 100
142. ↑  Lindsay, pp. 32–34
143. ↑  Ellis, p. 253
144. ↑  D'Este, p. 175
145. ↑  Delaforce, p. 32
146. ↑  Reynolds, p. 99
147. 1 2  Wilmot, p. 311
148. ↑  D'Este, p. 196
149. ↑  D'Este, p. 197
150. ↑  D'Este, pp. 197–198
151. ↑  Wilmot, pp. 310–311
152. 1 2  Buckley (2004), p. 27
153. ↑  Ellis, p. 256
154. ↑  Meyer, pp. 236–237
155. ↑  Reynolds, p. 108
156. ↑  D'Este, p. 191
157. ↑  Buckley (2006), p. 29